# XI Juegos Centroamericanos y del Caribe
Los XI Juegos Centroamericanos y del Caribe se celebraron en la ciudad de Panamá, Panamá del 28 de febrero al 13 de marzo de 1970.

## Historia
Para esta edición Cuba mostró un importante dominio de la medallería obteniendo una diferencia de más de 50 medallas con respecto a su competidor más cercano

## Medallero
La tabla se encuentra ordenada por la cantidad de medallas de oro, plata y bronce.
Si dos o más países igualan en medallas, aparecen en orden alfabético.
| Núm. | País                           | Oro | Plata | Bronce | Total |
| ---- | ------------------------------ | --- | ----- | ------ | ----- |
| 1    | Cuba                           | 98  | 61    | 51     | 210   |
| 2    | México                         | 38  | 46    | 40     | 124   |
| 3    | Colombia                       | 15  | 09    | 13     | 37    |
| 4    | Puerto Rico                    | 13  | 18    | 25     | 56    |
| 5    | Venezuela                      | 6   | 16    | 18     | 40    |
| 6    | Panamá                         | 5   | 17    | 19     | 41    |
| 7    | Antillas Neerlandesas          | 5   | 6     | 10     | 21    |
| 8    | Trinidad y Tobago              | 1   | 2     | 3      | 6     |
| 9    | Jamaica                        | 1   | 0     | 3      | 4     |
| 10   | Guatemala                      | 0   | 2     | 4      | 6     |
| 11   | Guyana                         | 0   | 2     | 4      | 6     |
| 12   | República Dominicana           | 0   | 2     | 1      | 3     |
| 13   | Nicaragua                      | 0   | 1     | 4      | 5     |
| 14   | Bahamas                        | 0   | 0     | 1      | 1     |
| 15   | Islas Vírgenes Estadounidenses | 0   | 0     | 1      | 1     |